# Зленко Ганна Кузьмівна
Ганна Кузьмівна Зле́нко (1894, Решетилівка — 6 грудня 1949, Решетилівка) — українська радянська вишивальниця; майстриня народного мистецтва УРСР з 1936 року.

## Біографія
Народилася у 1894 році в містечку Решетилівці (Полтавська область). Впродовж 1910—1922 років працювала вишивальницею Решетилівської земської майстерні; протягом 1922—1926 років — у промислово-коопераційній артілі «Троянда»; протягом 1926—1941 та 1944—1948 років — інструктором Решетилівської промислово-коопераційної артілі.
Померла в Решетилівці 6 грудня 1949 року.

## Творчість
Вишивала традиційні для полтавської народної вишивки ужиткові речі, у яких були збережені стилістика народного орнаменту, колористика, техніки виконання.
Вироби експонувалися у 1936 році на виставці українського народного мистецтва в Києві, Москві й Ленінграді. Роботи не збереглися.